# Ian Campbell (athlétisme)
Pour les articles homonymes, voir Ian Campbell et Campbell.
Ian Bernard Campbell (ne le 18 avril 1957 au Victoria) est un athlète australien, spécialiste du triple saut.
Il a représenté l'Australie aux Jeux olympiques d'été de 1980 à Moscou. Officiellement, il ne termine que 5e de la finale avec un saut de 16,72 m. Cependant plusieurs de ses sauts, dont le 4e, estimé à 17,60 m au moins ce qui lui aurait donné la victoire du titre olympique, furent déclarés nuls par les juges malgré ses protestations (au motif qu'il aurait laissé un pied traîner au sol). En 2015, le comité olympique australien sur la base de vidéos qui démontrent la régularité du saut demandent que le titre olympique soit réattribué à Campbell et retiré à Jaak Uudmäe.